# Mateo Joseph
Mateo Joseph Fernández-Regatillo (Santander, Cantabria, 19 de octubre de 2003), conocido deportivamente como Mateo Joseph, es un futbolista español que juega como delantero en el R. C. D. Mallorca de la Primera División de España.

## Trayectoria
Nacido en Santander (Cantabria) y originario de la cercana localidad de Escobedo de Camargo, comenzó a jugar en las categorías inferiores del Real Racing Club de Santander junto a futbolistas como Pablo Torre. De ahí dio el salto a la cantera del Real Club Deportivo Espanyol de Barcelona, donde permaneció hasta que en enero de 2021 fichó por el Leeds United para la escuadra sub-23 del conjunto inglés. Debutó el 9 de noviembre de ese año con el primer equipo en competición oficial, en un encuentro frente al Wolverhampton Wanderers en la Copa de la Liga. Disputó sus primeros minutos en la Premier League el 11 de noviembre ante el Tottenham Hotspur.
Disputó un total de 73 encuentros con el Leeds United antes de regresar a España tras confirmarse su cesión al R. C. D. Mallorca por una temporada el 9 de agosto de 2025.

## Selección
Participó en el Mundial sub-20 de 2023 representando a Inglaterra. Sin embargo en marzo de 2024 fue convocado con la sub-21 de España y debutó en un amistoso ante Eslovaquia el 21 de marzo. En su segundo partido con la sub-21, el 26 de marzo, marcó su primer gol.

## Clubes
Actualizado al último partido disputado el 3 de mayo de 2025.
| Club                       | País       | Año       | Partidos | Goles |
| -------------------------- | ---------- | --------- | -------- | ----- |
| R. C. D. Espanyol "B"      | España     | 2021-2022 | 0        | 0     |
| Leeds United F. C.         | Inglaterra | 2022-act. | 73       | 6     |
| R. C. D. Mallorca (cedido) | España     | 2025-act. |          |       |

Fuente: Soccerbase

## Palmarés

### Títulos nacionales
| Título           | Club               | País       | Año  |
| ---------------- | ------------------ | ---------- | ---- |
| EFL Championship | Leeds United F. C. | Inglaterra | 2025 |

## Vida personal
Es hijo de padre inglés, con orígenes en Antigua y Barbuda, y madre española. Tiene las nacionalidades española, británica y antiguana. Es sobrino segundo del exfutbolista inglés Emile Heskey.